# St. Michael (Habelsee)

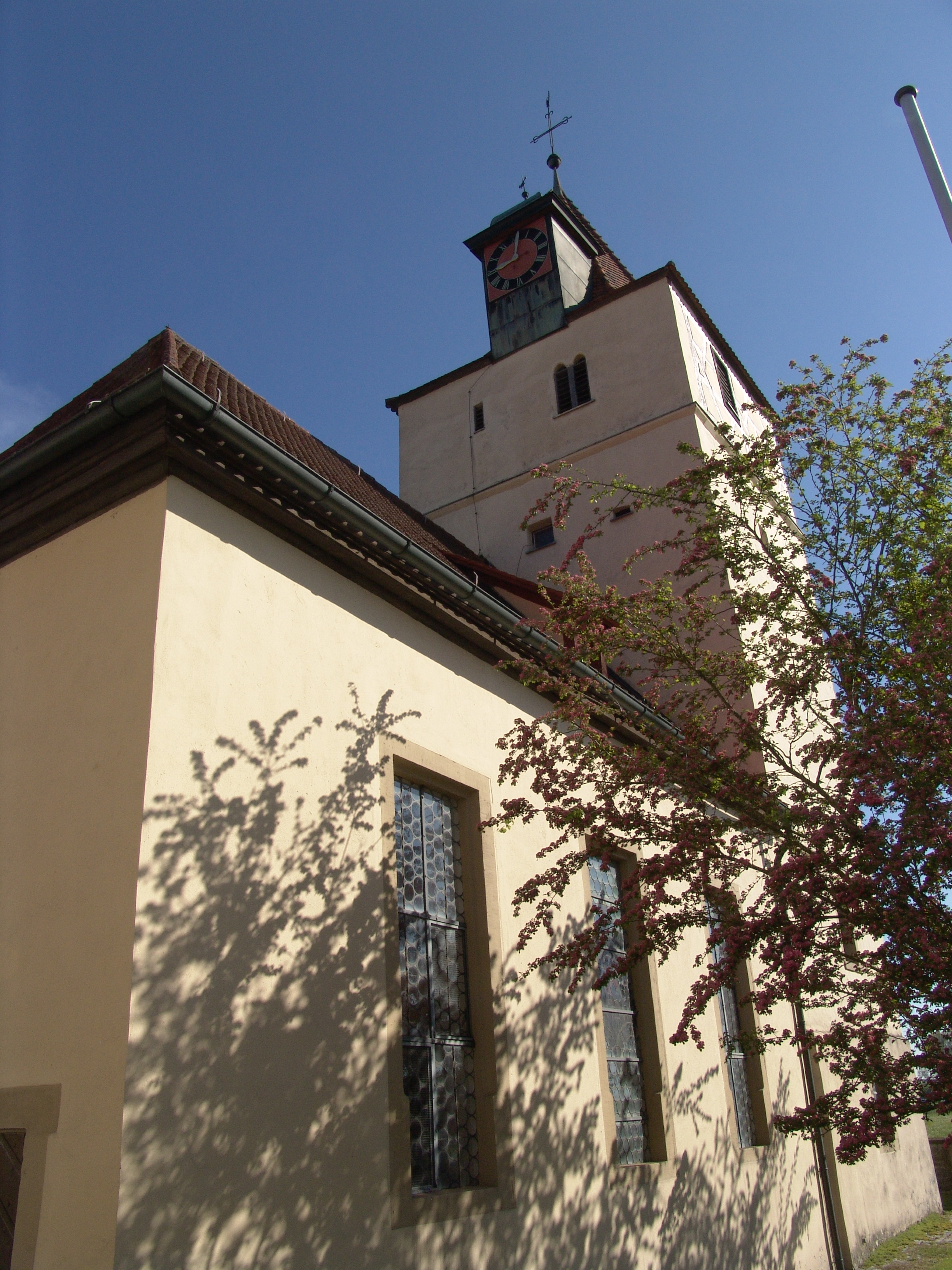
St. Michael (Habelsee)

Die evangelische, denkmalgeschützte Pfarrkirche St. Michael steht in Habelsee, einem Gemeindeteil der Gemeinde Ohrenbach im Landkreis Ansbach (Mittelfranken, Bayern). Das Bauwerk ist unter der Denkmalnummer D-5-71-188-10 als Baudenkmal in der Bayerischen Denkmalliste eingetragen. Die Kirchengemeinde gehört zur Pfarrei Ohrenbach im Dekanat Rothenburg ob der Tauber im Kirchenkreis Ansbach-Würzburg der Evangelisch-Lutherischen Kirche in Bayern.

## Beschreibung

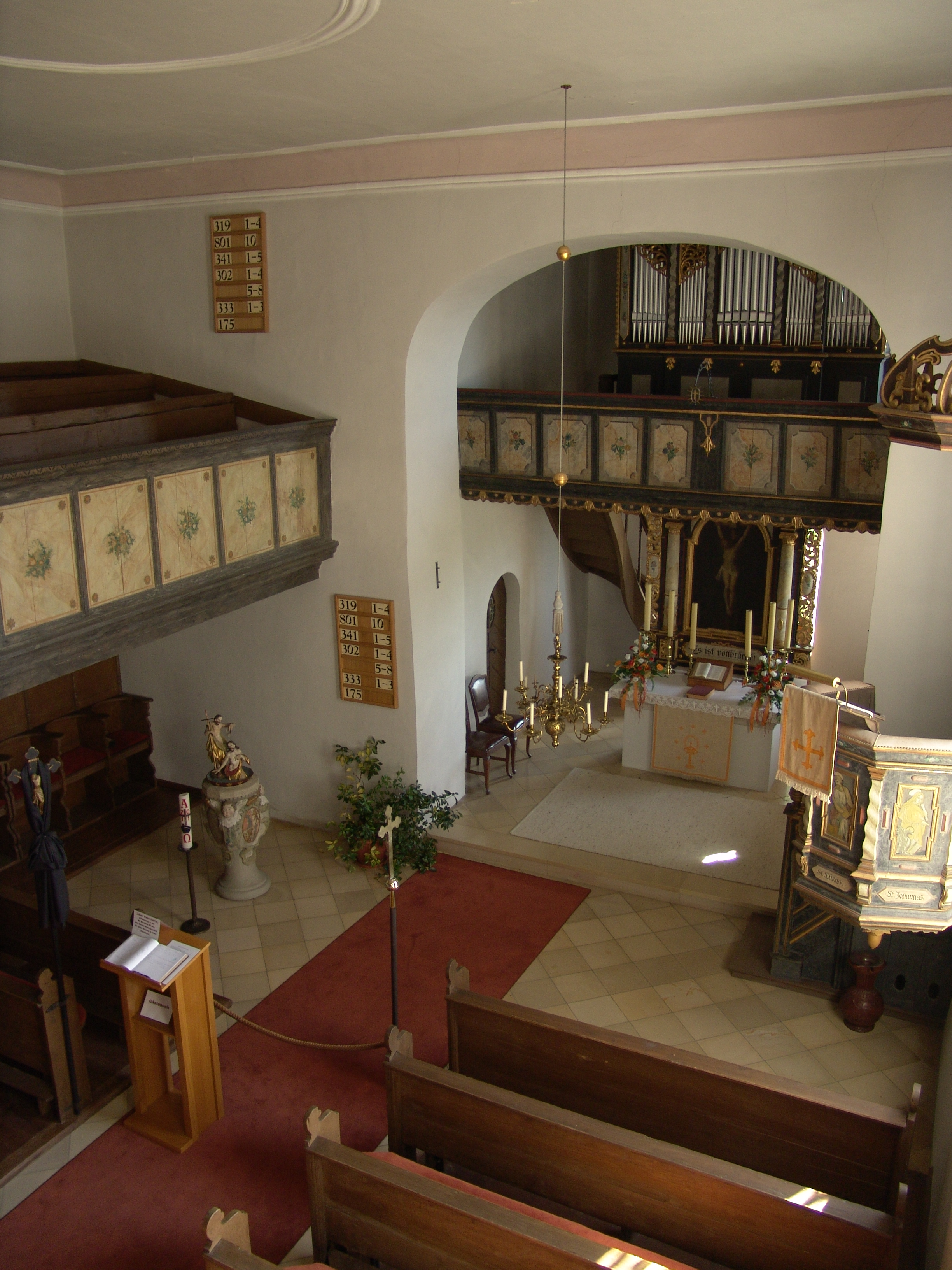
Langhaus mit Blick auf den Altar

Die erste Kirche war zwischen 1100 und 1200 als Burgkapelle gebaut worden. Das heutige Langhaus der Saalkirche wurde 1728 gebaut. Der beibehaltene Chorturm aus dem 12./13. Jahrhundert wurde 1569 mit einem Geschoss aus vollständig verputztem Holzfachwerk aufgestockt, das den Glockenstuhl beherbergt, in dem drei Kirchenglocken hängen. Der Chorturm ist aus der Achse des Langhauses nach Süden verschoben. 
Zur Kirchenausstattung gehören ein Altar im flachgedeckten Chor, über dem sich eine Empore mit der Orgel befindet, und eine Kanzel vor dem Chorbogen im Langhaus, die nach den Zerstörungen im Dreißigjährigen Krieg angeschafft wurden. Die mittlerweile vierte Orgel hat neun Register und zwei Manuale und wurde von Johannes Strebel gebaut.